# IBS AG
IBS AG — немецкая компания. Производитель программного обеспечения класса PLM и MES. Клиентами компании являются такие известные компании, как BMW, Siemens AG, Porsche, DaimlerChrysler, и Degussa. Штаб-квартира компании расположена в городе Хёр-Гренцхаузен.